# Triodontella preissi
Triodontella preissi är en skalbaggsart som beskrevs av Keith 2001. Triodontella preissi ingår i släktet Triodontella och familjen Melolonthidae. Inga underarter finns listade i Catalogue of Life.